# 正経
正経（せいけい）とは、通常の経脈のことを意味している。異経である奇経に対して通常の性質を持っている。
気血が行き、満ち溢れている。正経には十二の脈があり、それぞれが独自の経穴を持っている。奇経の任脈、督脈だけは独自の経穴を持っており、正経十二経と結びつけて十四経とする場合もある。

## 正経に所属する経絡の一覧
- 手の太陰肺経
- 手の陽明大腸経
- 足の陽明胃経
- 足の太陰脾経
- 手の少陰心経
- 手の太陽小腸経
- 足の太陽膀胱経
- 足の少陰腎経
- 手の厥陰心包経
- 手の少陽三焦経
- 足の少陽胆経
- 足の厥陰肝経